# Луис де ла Серда
Луис де ла Серда, также известный как Людовик Испанский (исп. Luis de la Cerda; 1291, Франция, — 5 июля 1348, Ламотт-дю-Рон, Франция) — кастильский принц, который проживал и служил французской короне. Среди его титулов — граф Тальмон, граф Клермон и адмирал Франции, сеньор де Деса и де Энсисо. Он также был назначен первым «принцем Фортуны» (суверенным правителем Канарских островов) папой римским Климентом VI в 1344 году, хотя на самом деле он никогда на ступал на острова.

## Биография
Луис де ла Серда был третьим сыном Альфонсо де ла Серда (1270—1333), лишенного наследства, и Матильды де Бриенн (1272/1274 — 1348/1353), дочери Жана II де Бриенн . Альфонсо был избран, чтобы унаследовать Королевство Леон от своего деда короля Кастили и Леона Альфонсо X, но был свергнут и отправлен в изгнание в 1284 году его дядей, королем Санчо IV. В результате большинство детей Альфонсо, в том числе Луис де ла Серда, родились и выросли за границей.
Луис де ла Серда провел почти всю свою жизнь в королевстве Франции, на службе у французской короны, и сражался в Столетней войне от имени своей приемной страны. Король Франции Филипп VI Валуа сделал Луиса де ла Серда графом де Клермон и первым графом де Тальмон в 1338/1339 году. Он был назначен адмиралом Франции в 1340 году.

## Принц Счастливых островов
Несмотря на то, что они был известен с классической древности, практически не было никаких европейских контактов с Канарскими островами (известными тогда как Счастливые острова) до начала 14-го века, когда генуэзский капитан Ланцеротто Малочелло наткнулся на острове Лансароте. Интерес европейцев к этим островам быстро возрос после проведения в 1341 году картографической экспедиции, организованной португальским королем Афонсу IV, которая представила детальные описания «гуанчей», первобытных коренных жителей островов. Перспектива новых и легких мест для набегов на рабов подстегивала аппетиты европейских купцов. Экспедиции из королевства Майорка, организованные частными коммерческими консорциумами, немедленно отправлялись на Канарские острова с целью захвата туземцев для продажи их в качестве рабов на европейских рынках.
Луис де ла Серда, служивший тогда французским послом при папском дворе в Авиньоне, представил папе римскому Клименту VI предложение, которое предлагало римско-католической церкви более приемлемое видение завоевания островов и обращения коренных гуанчей в христианство.
15 ноября 1344 года папа римский Климент VI издал буллу, Tuae devotionis sinceritas, согласно которой Канарские острова были навечно пожалованы Луису де ла Серда и его наследникам, а сам он получил суверенный титул «принца Фортуны» с сопутствующими правами чеканки монет и другими королевскими привилегиями. Взамен Луис де ла Серда обещал обратить туземцев в христианство и передавать папству ежегодную дань в 400 золотых флоринов, причитающуюся ежегодно в праздник Святых Петра и Павла (29 июня) . Одиннадцать островов были названы в булле древними (и фантастическими) именами, данными Плинием: Канария, Нингария, Плюмария, Капрария, Юнона, Эмбронея, Атлантика, Гесперида, Церна, Горгона и Галета . Получив корону и скипетр из рук папы римского, по улицам Авиньона была послана кавалькада, объявившая Луиса де ла Серда вновь созданным королем островов. Луис де ла Серда быстро приобрел популярный титул — инфант де ла Фортуна.
Папа римский Климент VI в январе 1345 году подписал новую буллу, Prouenit ex tue , придавая завоеванию Луиса де ла Серды характер крестового похода, предоставляя индульгенции всем, кто принял бы участие в нём . Папские письма были разосланы правителям Португалии, Кастилии, Арагона, Франции, Сицилии, Вены и Генуи, требуя признания титула Луиса де ла Серды и призывая их оказать материальную помощь предстоящей экспедиции Серда (запланированной в течение трех лет). Португальский король Афонсу IV немедленно подал протест, утверждая приоритетность открытия, но уступил авторитету папы римского. Король Кастилии Альфонсо XI также протестовал, используя древние вестготские епархии и предыдущие договоры Реконкисты, чтобы претендовать на Канарские острова, подпадающие под кастильскую юрисдикцию и «сферу завоевания», но тем не менее признал титул Луиса де ла Серды.
Несмотря на их формальное признание, приготовления были приостановлены оппозицией иберийских монархов. С помощью архиепископа Неопатрийского Луису де ла Серда удалось добиться от короля Арагона Педро IV обещания предоставить в его распоряжение несколько галер, но остальные были гораздо менее решительными, если не сказать откровенно враждебными. Возобновление Столетней войны в 1346 году приостановило этот проект, поскольку Луис де ла Серда возобновил военную службу для французской короны. В результате ни одна экспедиция не была организована до его безвременной смерти 5 июля 1348 года.
Традиция гласит, что арагонские галеры, подготовленные для Луиса де ла Серда, либо устали от задержек (или сразу после его смерти), решили отправиться самостоятельно на Канары и попытались высадиться на острове Ла-Гомера, но были быстро отбиты туземцами . Поскольку нет никаких документальных свидетельств об этой экспедиции, некоторые историки стремились отождествить её с известной злополучной арагонской экспедицией 1360 года, но маловероятно, что галеры Луиса де ла Серды оставались бы доступными так поздно.
Луис де ла Серда был похоронен в аббатстве Сен-Жиль в Лангедоке, Франция. Его титулы графа де Тальмонт и принца де Фортуна были унаследованы его старшим Луисом де ла Серда-и-Гусманом (1325—1383). Но после того, как мужские линии умерли без потомства, титулы перешли через дочь Луиса де ла Серда Изабель де ла Серда Перес де Гусман в дом графов (а позже герцогов) Мединасели. Хотя сообщается, что папский титул принца Фортуны автоматически истек через пять лет без экспедиции, семья де ла Серда-Мединасели продолжала настаивать на своем праве на владение островами
.

## Потомки
В 1306 году Луис де ла Серда женился на Леонор де Гусман и Коронель (ум. после 1341) сеньоре де Уэльва и Пуэрто-де-Санта-Мария, дочери Алонсо Переса де Гусмана и Марии Альфонсо Коронель. Их дети:
- Альфонсо, Мария, Бланка, Фернандо и вторая Мария де ла Серда, все они умерли в детстве.
- Луис де ла Серда-и-Гусман (ок. 1325 — 15 октября 1383), титулярный принц де Фортуна и второй граф де Тальмон.
- Хуан де ла Серда и Гусман (1327—1357), сеньор де Пуэрто-де-Санта-Мария и Хибралеон, старший мэр Севильи (около 1355 года).
- Изабель де ла Серда и Гусман (ок. 1329—1382), сеньора де Пуэрто-де-Санта-Мария, 1-й муж — Родриго Перес Понсе де Леон (? — ок. 1354), 2-й муж — Берналь де Фуа (? — 1381), 1-й граф де Мединасели.

После смерти своей первой жены Луис де ла Серда женился на Гиоте де Юзес, дочери Роберта д’Юзеса. От этого брака не было никаких последствий.
Помимо брака, у Луиса де ла Серда также был внебрачный сын Хуан де Испанья, родившийся во Франции в 1347 году и признанный в завещании своего отца.